# Лаптєв Павло Павлович
Павло Павлович Лаптєв (2 березня 1928, тепер Російська Федерація — 19 лютого 2011, місто Москва) — радянський державний діяч, завідувач загального відділу ЦК КПРС, помічник генерального секретаря ЦК КПРС, начальник Секретаріату КДБ при РМ СРСР, генерал-майор. Член Центральної Ревізійної комісії КПРС у 1986—1990 роках. Депутат Верховної Ради СРСР 11-го скликання.

## Життєпис
У 1949 році закінчив Саратовський юридичний інститут.
У 1949—1952 роках — слідчий районної прокуратури в місті Сизрані Куйбишевської області.
Член ВКП(б) з 1951 року.
З 1952 року — інструктор Куйбишевського обласного комітету ВЛКСМ.
У 1955 році закінчив Вищу дипломатичну школу Міністерства закордонних справ СРСР.
У 1955—1968 роках — в апараті ЦК КПРС, референт по Албанії відділу ЦК КПРС по зв'язках із соціалістичними країнами.
З квітня 1968 року працював в органах державної безпеки. З квітня 1968 по 1971 рік — заступник начальника Секретаріату КДБ при РМ СРСР. 9 серпня 1971 — лютий 1979 року — начальник Секретаріату КДБ при РМ СРСР.
У лютому 1979 — листопаді 1982 року — помічник члена Політбюро ЦК КПРС, секретаря ЦК КПРС Юрія Андропова.
У листопаді 1982 — лютому 1984 року — помічник генерального секретаря ЦК КПРС Юрія Андропова.
У 1984—1985 роках — старший консультант групи консультантів при голові КДБ СРСР.
У 1985 — травні 1991 року — 1-й заступник завідувача загального відділу ЦК КПРС.
Одночасно у березні 1986 — 1990 року — член Бюро Центральної Ревізійної комісії КПРС.
У травні — серпні 1991 року — завідувач загального відділу ЦК КПРС.
З 1991 року — персональний пенсіонер у місті Москві.
Помер 19 лютого 2011 року. Похований в Москві на Кунцевському цвинтарі.

## Військові звання
- полковник державної безпеки (1968)
- генерал-майор державної безпеки

## Нагороди і звання
- ордени
- медалі